# Pedro Flores (escritor)
Pedro Flores (Las Palmas de Gran Canaria, 25 de noviembre de 1968) es un poeta y escritor español. Cuenta con numerosos premios en su haber, como el Premio Internacional de Poesía Generación del 27, el Premio Nacional de Poesía José Hierro, el Premio Internacional de Poesía Miguel Hernández,el Premio de poesía Tomás Morales, o el Premio de poesía Jaime Gil de Biedma, entre otros. Fue finalista del Premio Nacional de la Crítica en su edición de 2010.

## Trayectoria
Comienza a publicar sus primeros poemas en los últimos años de la década de los ochenta del siglo XX hasta la aparición de su primer libro Simple condicional, con el que logró el Accésit Premio Internacional de poesía Ciudad de las Palmas, que concede el Ayuntamiento de Las Palmas de Gran Canaria, en su edición de 1994.
En 1993, formó parte del primer equipo de redacción de la revista La Plazuela de las letras junto a Alexis Ravelo, Carlos de la Fé y José Manuel Brito. Ese mismo año presenta al poeta José Hierro en el Centro Insular de Cultura de Las Palmas de Gran Canaria con el texto 'Cuanto sé de ti'.
Sus poemas han sido publicado en diversas revistas, como La página, Ateneo de La Laguna, la Fábrica en Canarias, Cuadernos del matemático y La hamaca de lona en Madrid; Puerto Norte y Sur y Alaluz en Estados Unidos o Singularidades en Portugal. Asimismo, compaginó su labor poética con la publicación de artículos y entrevistas en los diarios La Tribuna y El Mundo-La Gaceta de Canarias.
En 1996, publica su segundo poemario, Memorial del olvido (Museo Canario, 1996). Su principal actividad creativa se centra en el género de la poesía, pero cultiva el relato y la literatura dirigida al público juvenil. Ha escrito la pieza teatral Los huesos del poeta.
En el año 2013, presenta junto al músico Andrés Molina el espectáculo Los hombres que bebieron con Dylan Thomas, en el que se dota de música una veintena de poemas del poeta grancanario.
En 2016, se publicó una antología de sus principales poemarios bajo el título Salir rana. A partir de entonces ha seguido publicando poemarios obteniendo premios tan importantes como el Premio internacional de Poesía Jorge Manrique o el Premio internacional de Poesía Generación del 27. También se ha dedicado a la promoción y la enseñanza de la poesía en talleres en la Casa-Museo León y Castillo de Telde] y en Escuela Canaria de Letras Alexis Ravelo.

## Premios
- Premio de poesía Juventud y Cultura que otorga el Gobierno de Canarias.
- Premio de poesía Esperanza Espínola, organizado por el Ayuntamiento de Teguise (Lanzarote).
- 1994- Accésit Premio de poesía Ciudad de Las Palmas por su obra Simple condicional.
- 1996- Premio de poesía Tomás Morales (Ex Aequo) por la obra El complejo ejercicio del delirio (Cabildo de Gran Canaria, 1998).
- 1996- Premio de poesía Domingo Velázquez por la obra La vida en ello.[9]
- 1998- Premio de poesía Pedro García Cabrerapor la obra La poética del Fakir.[10]
- Premio de poesía 650 Aniversario de la ciudad de Telde.
- 1998- XV Premio de poesía Ciudad de Las Palmas, Accésit, por la obra Nunca prendimos París.
- Premio de poesía Juan Alvarado, por la obra Al este del desdén.[11]
- 2003- Premio Nacional de poesía Jaime Gil de Biedma.[12]
- 2006- Premio de narrativa Domingo Velázquez, por la obra La verdad no importa.[9]
- 2.º Premio de poesía Biblioteca de Iniesta.
- 2007- Premio de poesía Ciudad de Las Palmas por la obra En los planes de nadie.
- 2009- Premio de relato Isaac de Vega por la obra Onironauta.[13][14]
- 2009- Premio de cuento juvenil Cajacanarias, por la obra Asha y el comepiernas.
- 2010- Finalista Premio Nacional de la Crítica por la obra La poesía debe ser como la bala que mató a Kennedy.[15]
- 2010- Premio de Poesía Fray Luis de León (Accésit) que concede la Junta de Castilla y León por la obra Preparativos para la conquista de Brunei.[16]
- 2010- Premio de Poesía Ciudad de Tudela, por el poema Aunque parezca otra elegía a Pavese' este es un poema a tus ojos.
- 2010- VI Premio Internacional de Poesía Ciudad de Santa Cruz de La Palma, con la obra La poesía debe ser como la bala que mató a Kennedy.[17][18]
- 2013 - XXVII Premio Internacional de Poesía Antonio Oliver Belmás, con la obra Como pasa el aire sobre el lomo de una bestia.[19][20]
- 2017- XXVIII Premio Nacional de Poesía José Hierro por la obra Coser para la calle.[21][22]
- 2019- Premio Internacional de Poesía Flor de Jara con la obra El don de la pobreza.[23][24]
- 2022- Accésit 41.ª edición de los Premios del Tren.[25]
- 2022- Premio Internacional de Poesía Jorge Manrique con la obra Los poetas feroces cuentan lobos para dormir.[26]
- 2022- 25.º Premio Internacional de Poesía Generación del 27 con la obra Los gorriones contrarrevolucionarios (y otros poemas).[27]
- 2023- Premio Internacional de Poesía Miguel Hernández con la obra Tocar de oído.[28]
- 2023- Segundo Premio de Poesía con el poema titulado: Un tren en el desierto, en los Premios del Tren 'Antonio Machado'. [29]
- 2024- XXXVIII Premio de Poesía Emeterio Gutiérrez Albelo, con la obra Bajo el fuego de los altos hornos.
- 2024- 28.º Premio de Poesía Alegría, con la obra Nuestro nombre es piedra.[30]
- 2024- XXI Premio de Poesía César Simón, con el poemario: A veces la poesía es un desguace a la orilla de una carretera secundaria.[31]

## Obras
Poesía
- 1994- Simple Condicional, Ediciones Ayuntamiento de Las Palmas de GC, ISBN: 84-88979-01-0
- 1996- Memorial del olvido, Edición Museo Canario, ISBN: 84-920983-3-3
- 1997- La vida en ello, Ediciones Cabildo Insular de Fuerteventura, ISBN: 84-87461-53-0
- 1998- Nunca prendimos París, Ediciones Ayuntamiento de Las Palmas de GC, ISBN: 84-88979-26-6
- 1998- El complejo ejercicio del delirio, Ediciones del Cabildo de Gran Canaria, ISBN: 978-84-8103-193-5
- 1998 - El ocio fértil, Ediciones La Palma, ISBN: 978-84-95037-08-4
- 1999- La poética del fakir, Ed. Cajacanarias, Tenerife ISBN: 84-7985-089-200
- 2003- Treinta maneras de volver loco a Ítaca
- 2003- De_dos que el amor conocen (en colaboración con Lidia Machado), Editorial Betania. ISBN: 84-8017-198-7
- 2003- Con la vida en los talones (antología poética) Ed. Baile del Sol, ISBN 84-95309-90-4
- 2004- Poema de Eva en diez tiempos
- 2006- Al remoto país donde sonríes, Editorial Baile del Sol, ISBN: 84-96225-86-0
- 2007- En los planes de nadie, Ayuntamiento de Las Palmas de Gran Canaria
- 2008- Al este del desdén, Editorial Beginbook, ISBN: 978-84-936546-4-1
- 2008- Memorias del herrero de Nod, Cíclope Editores, ISBN: 978-84-935462-7-4
- 2009- Los huesos del poeta, Editorial Baile del Sol, ISBN: 978-84-92528-64-6
- 2010- Preparativos para la conquista de Brunei, Junta de Castilla y León, ISBN: 9788497185721
- 2010- La poesía debe ser como la bala que mató a Kennedy, Ediciones La Palma, ISBN: 978-84-95037-69-5
- 2010- El último gancho de Kid Fracaso, Ed. El ángel caído, ISBN: 9788461512416
- 2011- Como un león de piedra en el arqueológico de Bagdad, Editorial Baile del Sol, ISBN: 978-84-15019-54-1
- 2012- Donde príncipes y bestias, Editorial Tragacanto, ISBN: 978-84-936780-5-0
- 2013- El hombre que bebió con Dylan Thomas y otros sonetos (libro-disco con el músico canario Andrés Molina)
- 2015- Como pasa el aire sobre el lomo de una bestia, ISBN: 9788475646640
- 2016- Salir rana, Editorial Renacimiento, ISBN: 978-84-16685-81-3[32]
- 2017- Los versos perdidos del contramaestre del arca, Editorial Maclein y Parker, ISBN: 978-84-946586-7-9[33]
- 2017- Diario del hombre lobo y otros poemas carnívoros (Antología de poesía amorosa), Editorial Tragacanto, ISBN: 978-84-943722-5-4[34]
- 2017- Coser para la calle, Colección literaria Universidad Popular, Ayuntamiento de San Sebastián de los Reyes, ISBN: 978-84-16731-04-6
- 2018- Sin monedas para los ojos del héroe, Editorial: Banda Legendaria, ISBN: 9788494509261
- 2019- El don de la pobreza, Diputación provincial de Cáceres, ISBN: 978-84-15823-54-4
- 2021- Los bufones de Dios, Nectarina Editorial-Colección Libellus, ISBN 9788412315028.
- 2022- Los poetas feroces cuentan lobos para dormir Ediciones Menoscuarto [35] VI Premio Internacional de poesía Jorge Manrique [36]ISBN: 978-84-15740-88-9
- 2022- Coser para otros, Editorial Palabrava, Argentina[37]
- 2022- Estricnina para sirenas, dentro de la Colección Natalia Sosa Ayala, Edita Gobierno de Canarias. ISBN:978-84-7947-788-2 [38]
- 2023- Los gorriones contrarrevolucionarios. Colección Visor de Poesía nº 1188[39] XXV Premio de Poesía Generación del 27 [40] ISBN: 978-84-9895-488-3
- 2023- Tocar de oído. Editorial Devenir [41] Premio Internacional de Poesía «Miguel Hernández- Comunidad Valenciana» 2023 [42] ISBN: 978-84-18993-25-1
- 2023- The Gift of poverty. Editorial Olympia Publishers, London. ISBN: 978-1-80074-940-5[43]
- 2024- Nuestro nombre es piedra, Premio de Poesía Alegría, 2024. Colección Poesía Adonáis nº 695, Ediciones Rialp. [44]ISBN: 978-84-321-6909-0
- 2025- A veces la poesía es un desguace a la orilla de una carretera secundaria. Premio de Poesía César Simón. Universitat de Valencia.[45] ISBN: 978-84-9133-760-7
- 2025- El increíble poeta menguante. Antología Poética. Editorial Averso poesía. ISBN 978-84-129987-6-4 [46]

Relatos
- 2007- La verdad no importa, Cabildo Insular de Fuerteventura, ISBN: 978-84-96017-39-9
- 2007- Capitanes de azúcar, Editorial Baile del Sol, ISBN: 978-84-96687-19-6
- 2010 - Onironauta, Ediciones Fundación Cajacanarias [47] Premio de relato Isaac de Vega 2009, ISBN: 978-84-7985-331-0

Literatura infantil y juvenil
- 2006- Fieras sin música, Editorial Ob Stare. ISBN: 9788493331443
- 2009- El país del viento, Editorial Cam pds, ISBN: 978-84-936965-3-5
- 2008 - El tesoro del Mocán. Ediciones del Cabildo de Gran Canaria. ISBN: 9788481035476
- 2009- Asha y el comepiernas, Ediciones Fundación Cajacanarias. Primer Premio Cuento juvenil. ISBN: 978-84-7985-330-3
- 2010- Cabeza de rata y el tigre de bengala, Editorial Maresía, ISBN: 978-84-613-5660-7
- 2017- Monstruos malos y feos de siempre para niños de ahora. Editorial Maclein y Parker ISBN: 978-84-947107-6-6

Teatro
- 2009- Los huesos del poeta (texto teatral) Editorial Baile del Sol. ISBN: 978-84-92528-64-6
- 2017- Los huesos del poeta Ediciones Tragacanto. Bilingüe.[48]ISBN: 9788494372285

Novela
- 2023 -La isla de los muchachos hermosos. Editorial Maclein y Parker [49]ISBN: 978-84-125030-9-8